# Boussac-Bourg
Boussac-Bourg is een gemeente in het Franse departement Creuse (regio Nouvelle-Aquitaine) en telt 788 inwoners (1999). De plaats maakt deel uit van het arrondissement Guéret.

## Geografie
De oppervlakte van Boussac-Bourg bedraagt 39,1 km², de bevolkingsdichtheid is 20,2 inwoners per km².
De onderstaande kaart toont de ligging van Boussac-Bourg met de belangrijkste infrastructuur en aangrenzende gemeenten.

## Demografie
Onderstaande figuur toont het verloop van het inwonertal (bron: INSEE-tellingen).